# Brug 817
Brug 817 is een vaste brug in Amsterdam-Zuid.
De brug is gelegen tussen de straat Rhijnestein en het Gijsbrecht van Aemstelpark en dateert van ongeveer 1963/1964. Deze brug maakt deel uit van een hele serie bruggen die Dirk Sterenberg van de Dienst der Publieke Werken voor Buitenveldert ontwierp. Ze hebben allemaal hetzelfde uiterlijk. Zo is brug 817 een kopie van brug 816, elders in de wijk. Ook brug 817 heeft drie doorvaarten, waarvan de middelste de breedste is. De brug is opgebouwd uit twee helften op brugpijlers in V-vormige draagstukken. Brug 817 is grotendeels van beton, net als landhoofden etc. De leuningen zijn van metaal dat groen geverfd is met daarin verwerkt een witte band tegen het doorvallen. De brug is circa twintig meter lang en 3,64 meter breed.

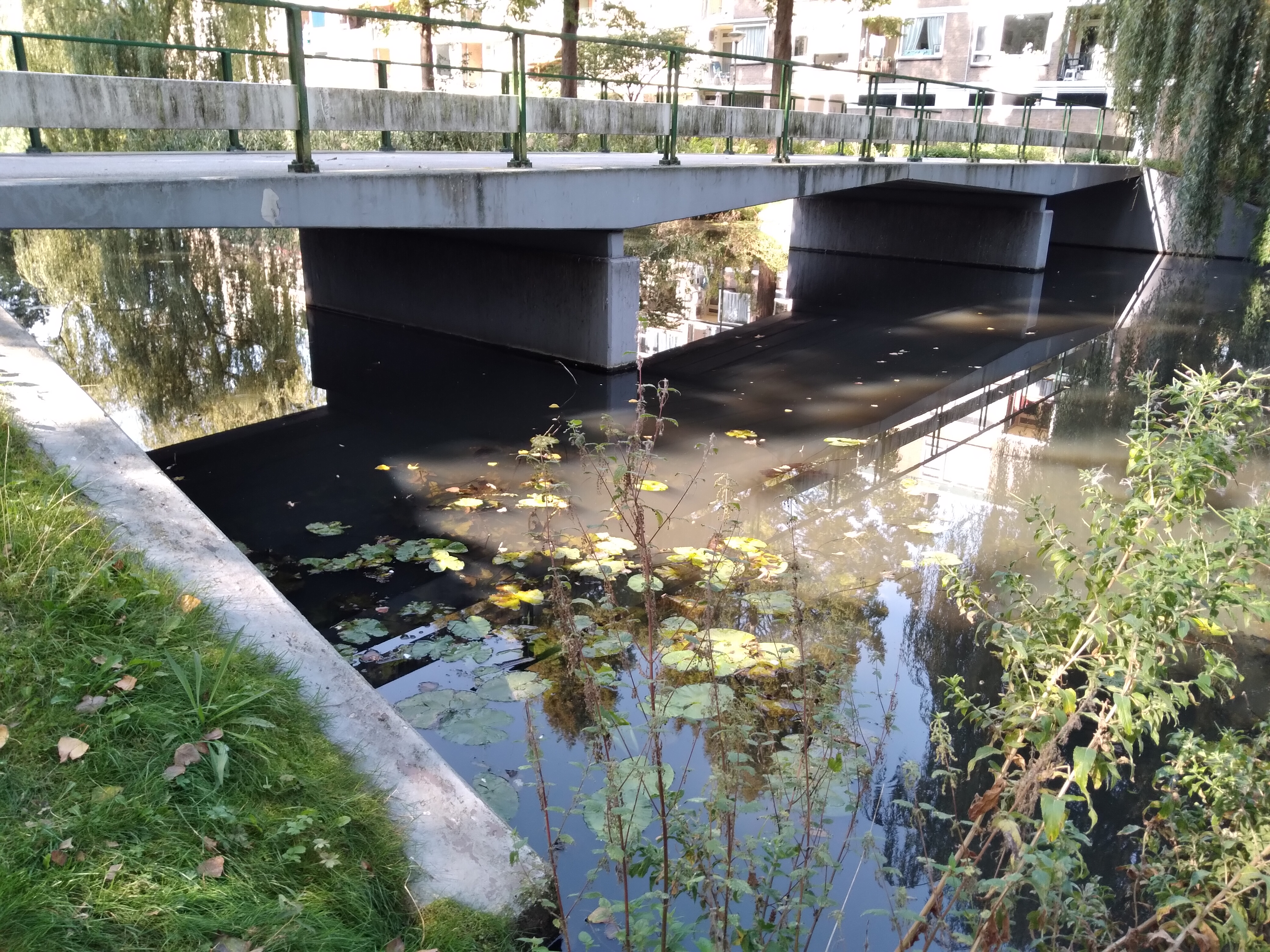
Zijaanzicht van brug 817 (september 2020)

<<< · 801 · 802 · 803 · 804 · 805 · 808 · 811 · 812 · 813 · 814 · 815 · 816 · 817 · 818 · 819 · 820 · 821 · 822 · 823 · 824 · 825 · 826 · 827 · 828 · 829 · 830 · 831 · 832 · 833 · 834 · 835 · 836 · 837 · 838 · 839 · 840 · 841 · 842 · 844 · 845 · 846 · 848 · 849 · 850 ·  854 · 856 · 857 · 858 · 859 · 860 · 863 · 864 · 865 · 866 · 867 · 868 · 869 · 870 · 871 · 872 · 873 · 875 · 876 · 877 · 889 · 890 · 891 · 892 · 893 · 895 · 896 · 897 · 898 · 899 · >>>
Brugnummers 800, 806, 807, 809, 810, 843 (gesloopt, Uilenstede, Amstelveen), 847 (Uilenstede, Amstelveen) , 851 (gesloopt, Dirk Sterenberg), 852 (gesloopt, Dirk Sterenberg), 853 (gesloopt, Dirk Sterenberg), 855, 861, 862, 874, 878, 879, 880, 881, 882, 883, 884, 885, 886, 887, 888, 894 zijn niet (meer) vergeven.